# コッタネッロ
コッタネッロ（伊: Cottanello）は、イタリア共和国ラツィオ州リエーティ県にある、人口約530人の基礎自治体（コムーネ）。

## 地理

### 位置・広がり
リエーティ県のコムーネ。県都リエーティから西へ14kmの距離にある。

#### 隣接コムーネ
隣接するコムーネは以下の通り。括弧内のTRはテルニ県所属を示す。
- コンフィーニ
- コンティリアーノ
- グレッチョ
- モンターゾラ
- ストロンコーネ (TR)
- ヴァコーネ

### 気候分類・地震分類
コッタネッロにおけるイタリアの気候分類 (it) および度日は、zona E, 2368 GGである。
また、イタリアの地震リスク階級 (it) では、zona 2B (sismicità media) に分類される。

## 行政

### 分離集落
コッタネッロには、以下の分離集落（フラツィオーネ）がある。
- Castiglione, Colle della Fonte, Le Piane, Collelungo, Livertini, Castagneto, Ferrari, Fontemonaci, San Biagio, Acquaviva